# Record de France du relais 4 × 400 mètres
Pour un article plus général, voir Records de France d'athlétisme.
Le record de France senior du relais 4 × 400 mètres est co-détenu, chez les hommes, par Ludvy Vaillant, Gilles Biron, David Sombé et Téo Andant avec le temps de 2 min 58 s 45, établi le 27 août 2023 à Budapest en finale des championnats du monde. Chez les femmes, le record national appartient à Sounkamba Sylla, Shana Grebo, Amandine Brossier et Louise Maraval, créditées de 3 min 21 s 41 le 10 août 2024 lors des Jeux olympiques 2024 à Paris en France.
Le record de France du relais 4 × 400 m mixte est la propriété de Muhammad Abdallah Kounta, Louise Maraval, Téo Andant et Amandine Brossier en 3 min 10 s 60, performance établie le 2 août 2024 lors des demi-finales des Jeux olympiques 2024.
Les records de France en salle appartiennent chez les hommes à Marc Macédot, Leslie Djhone, Mamoudou Hanne et Yoann Décimus (3 min 6 s 17 le 6 mars 2011 à Paris) et chez les femmes à Myriam Soumaré, Muriel Hurtis, Phara Anacharsis et Marie Gayot (3 min 28 s 71 le 3 mars 2013 à Göteborg).

## Records de France

### Hommes
| Temps         | Athlète                                                                       | Date              | Lieu        |
| ------------- | ----------------------------------------------------------------------------- | ----------------- | ----------- |
| 3 min 20 s 7  | Charles Lelong Robert Schurrer Pierre Failliot Charles Poulenard              | 15 juillet 1912   | Stockholm   |
| 3 min 18 s 4  | Maurice Degrelle Francis Galtier Willy Wolljung Séra Martin                   | 21 août 1927      | Colombes    |
| 3 min 17 s 4  | Marcel Moulines André Levier Séra Martin René Féger                           | 13 juillet 1930   | Colombes    |
| 3 min 15 s 6  | Robert Paul Georges Guillez Raymond Boisset Pierre Skawinski                  | 9 septembre 1934  | Turin       |
| 3 min 15 s 2  | Raymond Boisset Georges Guillez Georges Henry Prudent Joye                    | 8 août 1936       | Berlin      |
| 3 min 14 s 4  | Bernard Santona Yves Cros Robert Chef d’Hôtel Jacques Lunis                   | 25 août 1946      | Oslo        |
| 3 min 13 s 6  | Jean Kerébel Jacques Lunis Robert Chef d’Hôtel Francis Schewetta              | 16 août 1948      | Colombes    |
| 3 min 11 s 6  | René Leroux Francis Schewetta Jean-Paul Martin-du-Gard Jacques Lunis          | 27 août 1950      | Bruxelles   |
| 3 min 10 s 2  | Jean-Pierre Goudeau Robert Bart Jacques Degats Jean-Paul Martin-du-Gard       | 27 juillet 1952   | Helsinki    |
| 3 min 8 s 7   | Pierre Haarhoff Jacques Degats Jean-Paul Martin-du-Gard Jean-Pierre Goudeau   | 29 août 1954      | Berne       |
| 3 min 7 s 5   | Michel Hiblot Michel Samper Pierre Gaudry Jean-Pierre Boccardo                | 14 juillet 1963   | Enschede    |
| 3 min 7 s 3   | Michel Hiblot Jean-Claude Leriche Michel Samper Jean-Pierre Boccardo          | 19 juillet 1964   | Annecy      |
| 3 min 5 s 7   | Jean-Pierre Boccardo Jean-Claude Nallet Robert Poirier Michel Samper          | 4 septembre 1966  | Budapest    |
| 3 min 4 s 6   | Jean-Claude Nallet Jacques Carette Gilles Bertould Christian Nicolau          | 19 octobre 1968   | Mexico      |
| 3 min 2 s 3   | Gilles Bertould Christian Nicolau Jacques Carette Jean-Claude Nallet          | 20 septembre 1969 | Athènes     |
| 3 min 0 s 65  | Gilles Bertould Daniel Vélasques Francis Kerbiriou Jacques Carette            | 10 septembre 1972 | Munich      |
| 3 min 0 s 09  | Jean-Louis Rapnouil Pierre-Marie Hilaire Jacques Farraudière Stéphane Diagana | 22 août 1993      | Stuttgart   |
| 2 min 58 s 96 | Leslie Djhone Naman Keïta Stéphane Diagana Marc Raquil                        | 31 août 2003      | Saint-Denis |
| 2 min 58 s 45 | Ludvy Vaillant Gilles Biron David Sombé Téo Andant                            | 27 août 2023      | Budapest    |

### Femmes
| Temps         | Athlète                                                        | Date               | Lieu        |
| ------------- | -------------------------------------------------------------- | ------------------ | ----------- |
| 3 min 34 s 2  | Michèle Mombet Éliane Jacq Nicole Duclos Colette Besson        | 6 juillet 1969     | Colombes    |
| 3 min 30 s 8  | Béatrice Martin Nicole Duclos Éliane Jacq Colette Besson       | 20 septembre 1969  | Athènes     |
| 3 min 30 s 0  | Martine Duvivier Colette Besson Béatrice Martin Nicole Duclos  | 9 septembre 1972   | Munich      |
| 3 min 27 s 52 | Martine Duvivier Colette Besson Béatrice Martin Nicole Duclos  | 10 septembre 1972  | Munich      |
| 3 min 25 s 16 | Fabienne Ficher Viviane Dorsile Évelyne Élien Marie-José Pérec | 1er septembre 1990 | Split       |
| 3 min 22 s 34 | Francine Landre Évelyne Élien Viviane Dorsile Marie-José Pérec | 14 août 1994       | Helsinki    |
| 3 min 21 s 41 | Sounkamba Sylla Shana Grebo Amandine Brossier Louise Maraval   | 10 août 2024       | Saint-Denis |

### Mixte
| Temps         | Athlètes                                                             | Circonstance                      | Date              | Lieu        | Réf.  |
| ------------- | -------------------------------------------------------------------- | --------------------------------- | ----------------- | ----------- | ----- |
| 3 min 17 s 17 | Mame-Ibra Anne Amandine Brossier Agnès Raharolahy Thomas Jordier     | Championnats du monde             | 28 septembre 2019 | Doha        |       |
| 3 min 13 s 36 | Gilles Biron Fanny Peltier Téo Andant Amandine Brossier              | Championnats d'Europe par équipes | 25 juin 2023      | Chorzów     | [ 1 ] |
| 3 min 12 s 25 | Gilles Biron Louise Maraval Téo Andant Amandine Brossier             | Championnats du monde             | 19 août 2023      | Budapest    |       |
| 3 min 10 s 60 | Muhammad Abdallah Kounta Amandine Brossier Téo Andant Louise Maraval | Jeux Olympiques                   | 2 août 2024       | Saint-Denis | [ 2 ] |

## Records de France en salle

### Hommes
| Temps         | Athlète                                                                     | Date            | Lieu     |
| ------------- | --------------------------------------------------------------------------- | --------------- | -------- |
| 3 min 10 s 7  | Maurice Volmar Roger Milhau Thierry Tonnelier Jean-François Richez          | 5 mars 1978     | Dortmund |
| 3 min 10 s 07 | Jean-Louis Rapnouil Jacques Farraudière Bruno Konczylo Thierry Jean-Charles | 22 février 1992 | Paris    |
| 3 min 7 s 96  | Marc Foucan Emile Perle Reynald July Bruno Wavelet                          | 24 février 1996 | Glasgow  |
| 3 min 6 s 37  | Marc Foucan Emmanuel Front Bruno Wavelet Fred Mango                         | 7 mars 1999     | Maebashi |
| 3 min 6 s 17  | Marc Macedot Leslie Djhone Mamoudou Hanne Yoann Décimus                     | 6 mars 2011     | Paris    |

### Femmes
| Temps         | Athlète                                                                        | Date            | Lieu     |
| ------------- | ------------------------------------------------------------------------------ | --------------- | -------- |
| 3 min 41 s 2  | Catherine Delachanal Marie-Christine Champenois Danièle Lairloup Chantal Aubry | 26 février 1977 | Cosford  |
| 3 min 33 s 91 | Elsa Devassoigne Catherine Chanfreau Evelyne Elien Viviane Dorsile             | 23 février 1991 | Paris    |
| 3 min 32 s 16 | Muriel Hurtis Lætitia Denis Marie Gayot Floria Gueï                            | 6 mars 2011     | Paris    |
| 3 min 28 s 71 | Myriam Soumaré Muriel Hurtis Phara Anacharsis Marie Gayot                      | 3 mars 2013     | Göteborg |

## Autres catégories d'âge
| Record                           | Athlète                                                              | Temps         | Date              | Lieu    |
| -------------------------------- | -------------------------------------------------------------------- | ------------- | ----------------- | ------- |
| Record de France espoir masculin | Gilles Bertould Christian Nicolau Jacques Carette Jean-Claude Nallet | 3 min 2 s 3   | 20 septembre 1969 | Athènes |
| Record de France espoir féminin  | Sokhna Lacoste Louise Maraval Camille Séri Shana Grebo               | 3 min 30 s 33 | 11 juillet 2021   | Tallinn |

| Record                           | Athlète                                                         | Temps         | Date            | Lieu        |
| -------------------------------- | --------------------------------------------------------------- | ------------- | --------------- | ----------- |
| Record de France junior masculin | Ludvy Vaillant Thomas Jordier Jordan Geenen Bastien Mandrou     | 3 min 5 s 41  | 21 juillet 2013 | Rieti       |
| Record de France junior féminin  | Sandrine Thiébaut Cindy Ega Pierre Marie Marival Sylviane Félix | 3 min 32 s 79 | 30 juillet 1995 | Nyíregyháza |

## Sources
- DocAthlé2003, Fédération française d'athlétisme, p. 45 et 54
- Chronologies des records de France seniors plein air sur cdm.athle.com
- Chronologies des records de France seniors en salle sur cdm.athle.com